# لودی، لمباردی
لودی (ایتالیایی:Lodi) یک شهر در استان لمباردی در شمال ایتالیا، در ساحل راست رودخانه نودهشتیا. این شهر مرکز شهرستان لودی است.

## پیشینه

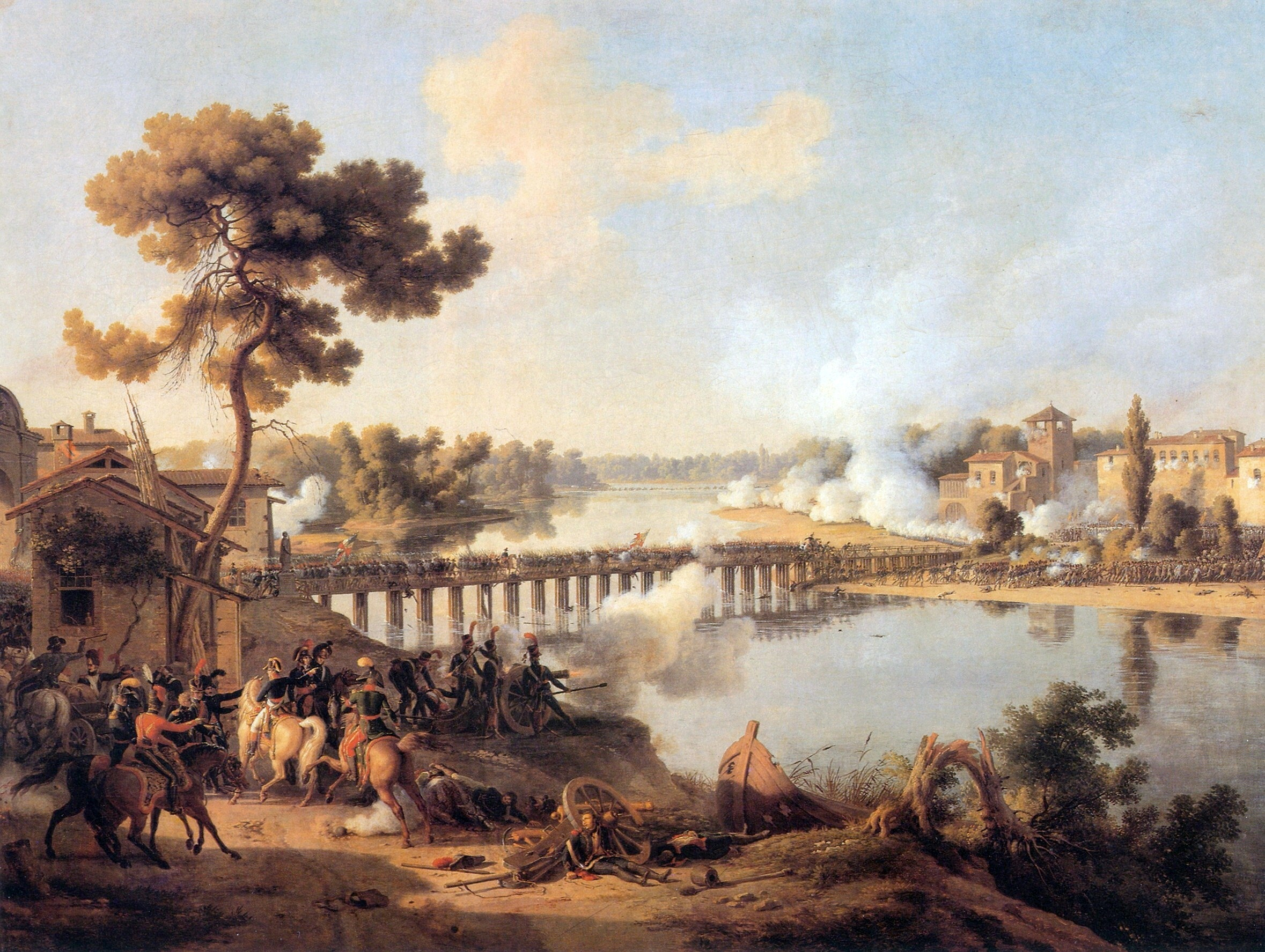
نبرد لودی، توسط لویی فرانسوا، بارون لوژن

لودی یک روستای سلتیک به شمار می آمد. در زمان روم این روستا به لاتین 'Laus Pompeia' نامیده می‌شد. (احتمالاً به افتخار کنسول؛ گنائوس پومپیوس) و همچنین به این نام شناخته شده بود به دلیل موقعیت این روستا که به بسیاری از گول‌ها اجازه داده بود تا به شهروندی روم دست آورند. آن روستا در یک موقعیت جغرافیایی مهم واقه شده بود که از آن جاده حیاتی روم از رودخانه نودهشتیا عبور می‌کرد.
این روستا در حدود سال ۱۰۰۰ میلادی، در برابر میلانی‌ها مقاومت می‌کرد، تا آن که در سال ۱۱۱۱ میلادی این شهر به دست میلانی‌ها نابود شد. فردریک بارباروسا آن را در محل فعلی آن در سال ۱۱۵۸ میلادی بازسازی کرد.
در سال ۱۴۵۴ میلادی نماینده‌های همه استان‌های منطقه ایتالیا در لودی دیدار کردند که به امضای پیمان صلح بین آنان انجامید که این پیمان، به عنوان پیمان صلح لودی شناخته شده است. با این پیمان نماینده‌ها در جهت اتحاد ایتالیای یکپارچه کار می‌کردند، اما این صلح تنها ۴۰ سال به دوام آورد.
در ۱۰ مه سال ۱۷۹۶ میلادی، در نبرد بزرگ برای اولین بار با عنوان ژنرال ناپلئون بناپارت جوان به طور کلی، اتریشی‌ها را در نبرد لودی شکست داد.
در نیمه دوم قرن ۱۹ میلادی، لودی شروع به گسترش خارج از دیوارهای این شهر کرد، افزایش توسعه اقتصادی و ساخت و ساز در این شهر، همچنین گسترش شبکه راه آهن متحد شدن ایتالیا را به دنبال داشت.